# EBS 반디 외국어 전문
EBS 반디 외국어 전문은 대한민국의 한국교육방송공사에서 운영·방송하는 어학 전문 인터넷 라디오 방송이다. EBS 홈페이지, 인터넷 라디오, 모바일 앱 《반디》에서 청취할 수 있다.

## 정규방송 시간
- 매일 오전 5:00 ~ 익일 오전 1:00 no (20시간)

## 특징
광고방송(상업광고방송)은 송출 및 실시하지 않는다. 광고방송(상업광고방송)을 송출 및 실시하지 않는 이유는 수신료로 운영되기도 하면서 TV 프로그램을 시작 및 종료될 수 있다.

## 개요
2012년 2월 27일에 개국하여, EBS 라디오의 어학 전문 프로그램을 모아서 방송되고 있다. 2018년 7월부터 EBS 라디오 서비스 반디에서 외국어 1과 외국어 2로 나뉘어 방송되고 있으며, 2019년 4월부터 12월까지 책 읽어주는 라디오를 추가하여 방송되었다. 2020년 3월 23일부터 외국어 1와 외국어 2가 통합해 반디 외국어 전문 채널로 운영한다.

## 방송 프로그램
- Easy Writing
- 야사시이 일본어
- 타노시이 일본어
- 생생 중국어
- 고고 중국어
- 입이 트이는 영어
- 귀가 트이는 영어
- Start English
- Easy English
- Power English

## 방송 시간
|                            | 0 | 1 | 2 | 3 | 4 | 5 | 6 | 7 | 8 | 9 | 10 | 11 | 12 | 13 | 14 | 15 | 16 | 17 | 18 | 19 | 20 | 21 | 22 | 23 | 비고 |
| -------------------------- | - | - | - | - | - | - | - | - | - | - | -- | -- | -- | -- | -- | -- | -- | -- | -- | -- | -- | -- | -- | -- | ---- |
| 월요일                     | ● | ○ | ○ | ○ | ○ | ● | ● | ● | ● | ● | ●  | ●  | ●  | ●  | ●  | ●  | ●  | ●  | ●  | ●  | ●  | ●  | ●  | ●  |      |
| 화요일                     | ● | ○ | ○ | ○ | ○ | ● | ● | ● | ● | ● | ●  | ●  | ●  | ●  | ●  | ●  | ●  | ●  | ●  | ●  | ●  | ●  | ●  | ●  |      |
| 수요일                     | ● | ○ | ○ | ○ | ○ | ● | ● | ● | ● | ● | ●  | ●  | ●  | ●  | ●  | ●  | ●  | ●  | ●  | ●  | ●  | ●  | ●  | ●  |      |
| 목요일                     | ● | ○ | ○ | ○ | ○ | ● | ● | ● | ● | ● | ●  | ●  | ●  | ●  | ●  | ●  | ●  | ●  | ●  | ●  | ●  | ●  | ●  | ●  |      |
| 금요일                     | ● | ○ | ○ | ○ | ○ | ● | ● | ● | ● | ● | ●  | ●  | ●  | ●  | ●  | ●  | ●  | ●  | ●  | ●  | ●  | ●  | ●  | ●  |      |
| 토요일                     | ● | ○ | ○ | ○ | ○ | ● | ● | ● | ● | ● | ●  | ●  | ●  | ●  | ●  | ●  | ●  | ●  | ●  | ●  | ●  | ●  | ●  | ●  |      |
| 일요일                     | ● | ○ | ○ | ○ | ○ | ● | ● | ● | ● | ● | ●  | ●  | ●  | ●  | ●  | ●  | ●  | ●  | ●  | ●  | ●  | ●  | ●  | ●  |      |
| ● 방송중, ○ 방송종료(정파) |   |   |   |   |   |   |   |   |   |   |    |    |    |    |    |    |    |    |    |    |    |    |    |    |      |

## 같이 보기
- 아리랑 라디오
- 부산영어방송재단
- 글로벌광주방송